# Botho Strauß
Botho Strauß (* 2. prosince 1944, Naumburg) je německý spisovatel, dramatik a dramaturg.

## Dílo
Prosadil se dramatem Trilogie shledání (1977), pět let po svém debutu. Jeho práce prozrazují vliv antického dramatu, myšlenek Nietzscheho, Heideggera a Adorna. Jeho názory byly zprvu radikálně anti-kapitalistické, ale brzy začal upřednostňovat čistou estetiku (jako protiklad politiky).

### Trilogie shledání
Drama je rozděleno do tří dějství. Drama je klasické v tom smyslu, že dodržuje tradiční jednoty: odehrává se během jediného dne (I. dějství: poledne, II. odpoledne, III. pozdě odpoledne) v létě roku 1975, ve výstavní síni (výstava německého realismu). Děj se omezuje na diskutování a ukazování vztahů mezi postavami, jedinou vnější událostí je uzavření výstavy, a její opětovné otevření. Každá část trilogie má vlastní název: I. malá společnost II. nikdo určitý III. dobrý vztah. Před vlastním začátkem dramatu rozsáhlý popis vybavení místnosti a krátká pantomima (malý chlapec vyfotí spícího hlídače, uteče, hlídač se probouzí a prohlíží si snímek).
Tématem jsou vztahy mezi postavami, existenciální osamění, setkávání a loučení. Dialogy jsou velice živé, místy až upovídané, občas přerůstají do monologů; často velmi trefné. Zalidněno mnoha postavami (16), z nichž nelze určit která je hlavní a která vedlejší. Všechny kromě jediné vytvářejí homogenickou skupinu, hosty výstavy, krom jediné, hlídače.
Postava Zuzany (42) unavená, zoufalá, dlouhodobě zamilovaná do Moritze, jejich vztah je asi komplikovaný:
„Chci ti říct jak tě mám ráda a jak tě zároveň nenávidím. Ty mi nedáváš najevo nic. Ale samu sobě jsi mě odcizil. Stát před tebou je pro mě, jako když narážím zády na prázdnou hrubou zeď. Za ní se bortí můj vlastní osud jako nikdy neobývaný dům. Tobě je to úplně jedno, odkud jsem přišla, komu jsem věřila, kdo mě poprvé přehnul, kdo mě opustil a kdo se mě zase ujal.“
Moritz (37) je ředitel uměleckého spolku a majitel obrazů. Zpočátku to vypadá, že je ve vztahu se Zuzanou, ale nakonec se pokusí utéct s prostoduchou Ruth (což se ovšem ukáže jako planý pokus).
Ruth (31) je manželkou doktora Lothara, a je charakterizována naprostou neschopností začlenit se do společenské konverzace, najít vhodné fráze a správně je používat. V této postavě se odhaluje prázdnost komunikace: říká „chtěla jsem se s vámi blíže seznámit. Můj muž o vás často vypráví“, ale není dostatečně obratná, a Richard jí vmete do tváře, že je to pouze fráze, protože to říká každému a na potkání. Lothar (40) lékař, který pozdě diagnostikoval rakovinu u své pacientky Vivien a ona nyní umírá (bez toho, aniž by o tom věděla ona nebo její manžel).
Franz (68) je herec, který přijíždí do města oslavit narozeniny svého syna Answalda (30), který je také herec a kterého opustila den před narozeninami jeho přítelkyně, do které je stále zamilovaný. Franz je rázný (má selský rozum) a pozve Elfriedu (35), rozvedenou ženu Kieperta. Elfrieda má s sebou v galerii syna, Klause (11), který skoro nemluví, pobíhá po galerii s fotoaparátem nebo kamerou (buď si přístroj v druhém a třetím dějství vymění, anebo je to chyba překladatele, Milana Tvrdíka).
Dalšími postavami jsou Marlies (29) a Felix (35), stále se scházející a rozcházející pár malířky a vedoucího prodavače (nebo majitele obchodního domu). Felix je podobně neschopen jako Ruth správně používat jazyk vyšších vrstev (za což se mu Moritz vysmívá), má oblíbené adjektivum mytický, které používá naprosto volně a k popisu čehokoliv (myticky respektuji krásné věci).
Marlies má kamarádku Johanu (29), která v prvním dějství čte milostný dopis, čtenář se ovšem nedozvídá, co je jeho obsahem, ale Helmut žije již dva roky v Londýně. Johana působí osaměle, ale společně s Marlies tvoří dvojici rozjívených kamarádek („nepřeháníme to?“).
Richard (29 nebo 39), tiskař, nemůže v noci spát, takže čte romány, jejich obsah si ale nepamatuje. Felixovi vypráví obsah jednoho z nich, ale uprostřed neuvěřitelně dlouhého vyprávění mu dojde, že zapomněl jeho konec, rozčílí se a stěžuje si na stroj, který zakoupil jeho šéf do tiskárny: mašina vydává divný zvuk, vysoký tón, který z něj „vyžene všechno, co má rád“.
Petr (26) je spisovatel, který pohrdá lidmi, kteří „jsou dobří v používání jazyka“.
Martin (64) a Viviana (61), staří manželé, Martin je drogista, Vivien má rakovinu a umírá.
Hlídač má v galerii jedinou funkci: má hlídat, aby návštěvníci (ředitelovi přátelé) v galerii nekouřili. Jinak hledá židličku (vzal mu ji Lothar), okřikuje Zuzanu a vypráví vtipy. Hlídač je typ, absurdní figura, která vytváří kontrast ke zdánlivě plnohodnotným postavám, které mají reprezentovat „obyčejné“ lidi a ve svém vyčlenění ukazuje jejich snobství a povrchnost.

## Přehled děl

### Divadelní hry
- Die Hypochonder (1972
- Bekannte Gesichter, gemischte Gefühle (1975
- Trilogie des Wiedersehens (1977)
- Groß und klein (1978)
- Kalldewey, Farce (1982)
- Der Park (1984)
- Die Fremdenführerin (1986)
- Besucher (1988)
- Sieben Türen (1988)
- Die Zeit und das Zimmer (1989)
- Schlusschor (1991)
- Angelas Kleider (1991)
- Das Gleichgewicht (1993)
- Ithaka (1996)
- Jeffers - Akt I und II (1998)
- Die Ähnlichen (1998)
- Der Kuss des Vergessens (1998)
- Lotphantasie (1999)
- Der Narr und seine Frau heute abend in Pancomedia (2001)
- Unerwartete Rückkehr (2002)
- Die eine und die andere (2005)
- Nach der Liebe beginnt ihre Geschichte (2005)
- Schändung (2005)
- Leichtes Spiel (2009)
- Das blinde Geschehen (2011)

### Próza
- Marlenes Schwester (1975)
- Die Widmung (1977)
- Rumor (1980)
- Paare, Passanten (1981)
- Der junge Mann (1984)